# Pozza della Polenta

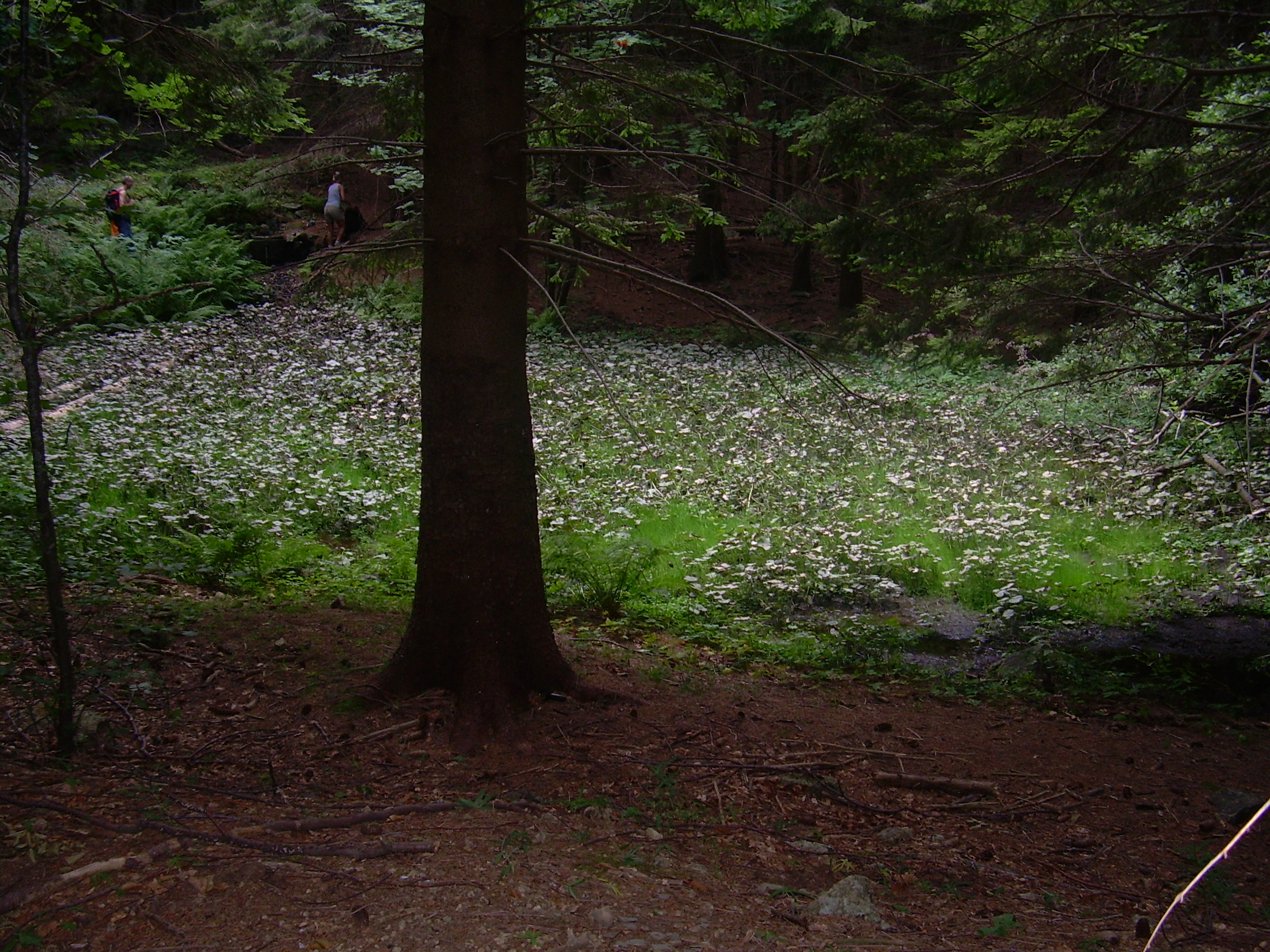
La pozza in estate

La Pozza della Polenta è una piccola zona umida situata nell'Appennino Ligure. Si trova all'interno della Foresta demaniale delle Lame, a 1365 m di quota.

## Caratteristiche
La pozza si estende per poche centinaia di metri quadrati ed è alimentata da una sorgente perenne d'acqua potabile. Essa è importante dal punto di vista naturalistico perché ospita al suo interno numerosi esemplari di Caltha palustris, un cosiddetto relitto glaciale, giunto in Liguria durante l'ultima glaciazione. Dalla presenza della Caltha palustris deriva anche il nome della pozza: infatti in primavera, verso maggio, le piante fioriscono con grandi fiori gialli che fanno assomigliare la pozza ad un piatto di polenta.
La Pozza della Polenta si trova lungo uno dei percorsi naturalistici allestiti nella zona, ed è quindi facilmente raggiungibile dal Lago delle Lame.